# 普拉姆特里鎮區 (北卡羅萊納州埃弗里縣)
普拉姆特里鎮區（英語：Plumtree Township）是位於美國北卡羅萊納州埃弗里縣的一個鎮區。

## 地方資料
普拉姆特里鎮區的面積為36.25平方千米，皆為陸地。根據2020年美國人口普查的數據，當地共有人口729人，而人口密度為每平方千米20.11人。